# Termoelektrana Plomin
Termoelektrana Plomin je termoelektrana kod Plomina u mjestašcu Plomin Luka.
Sastoji se od TE Plomin 1 (sagrađene 1969.) i TE Plomin 2 (sagrađene 2000.). To je kondenzacijska termoelektrana s dva bloka, te svaki ima kotao i po jednu parnu turbinu. Pogonsko gorivo je ugljen. Ukupna snaga termoelektrane iznosi oko 330 MW, te prema podacima iz 2015. proizvodi 2 235 GWh električne energije (Plomin 1 794, a Plomin 2 1 441). Plomin Luka je odabrana kao lokacija zbog svoje praktičnosti; iako je u vrijeme izgradnje TE Plomin 1 većina ugljena dolazila iz obližnjeg ugljenokopa, već tada se dio ugljena dopremao morskim putem.
S visinom od 340 metara, dimnjak TE Plomin najviša je građevina u Hrvatskoj.

## TE Plomin 1
Blok TE Plomin 1, sa snagom od 120 MW, u pogonu je od 1969. Generator pare Bloka 1 je jednocijevni kotao Sulzer, s prisilnim protokom maksimalnoga trajnoga kapaciteta od 385 tona/h pregrijane pare (135 bar i 535 ºC), sa 16 plamenika u 4 razine. Parna turbina tipa TK 120, sa snagom od 125 MW, izrađena je po engleskoj licenci, akcijska je, s trima odvojenim kućištima i međupregrijanjem, te sa 6 nereguliranih oduzimanja. Turbogenerator proizvođača Dolmel, nazivne snage od 150 MVA, faktora snage od 0,8 i napona od 13,8 kV, izravno je spojen na blok-transformator od 13,8/121 kV. Rasklopno postrojenje od 110 kV ima 4 vodna, 1 generatorsko, spojno i mjerno polje, te polje opće potrošnje. Radi mogućnosti rada s niskosumpornim uvoznim ugljenom, novi elektrofilter izgrađen je 1998. U sklopu revitalizacije bloka zamijenjen je cijevni sustav, a 2003. rekonstruiran sustav vođenja Bloka 1 sa Siemens-Teleperm XP.
TE Plomin 1 će izaći iz pogona do 2018. ili će raditi ograničenim kapacitetom.

### Radioaktivna šljaka iz TE Plomin 1
Do početka 1990-tih godina koristio se domaći ugljen (antracit iz Istre, lignit i smeđi ugljen s Dinarida) s visokim postotkom sumpora (10 % do 14 % ) i prirodnom radioaktivnosti, tako da je nastala radioaktivna šljaka, kao posljedica povišene radioaktivnosti raškoga ugljena. Uz termoelektranu na površini od 120 000 m2, ima oko milijun tona šljake i pepela. Dolazilo je do rasipanja i raspršivanja pepela i šljake vjetrom i oborinama.
1990-tih počelo je prekrivanje dijelova odlagališta zemljom (oko 60 cm zemlje i više). Krajem 1990-ih počela sanacija, nanošenje zaštitne folije ispod i iznad otpadne šljake i pepela, od prekrivanja zemljom i sustavne izgradnje rubnih kanala i kolektora za odvod oborinskih voda.  Utjecaj tehnološki povišene prirodne radioaktivnosti na odlagalištu pepela i šljake sveden je na vrijednost prirodne radioaktivnosti u tlima. U ugljenima koji se danas rabe u termoelektrani, sav je otpad prikladan za uporabu u graditeljstvu i cementnoj industriji.

## TE Plomin 2
Odluka o izgradnji TE Plomin 2, snage 210 MW, donesena je 1984., a u srpnju 1985. potpisan je ugovor sa zajednicom domaćih izvođača INGRA, te su radovi ubrzo započeli. 1986. donesena je odluka o izgradnji postrojenja za odsumporavanje. Radovi se nisu odvijali planiranim tempom, pa je Vlada Republike Hrvatske 1992. zadužila Hrvatsku elektroprivredu (HEP) da dovrši izgradnju TE Plomin 2. HEP i RWE Energie iz Essena osnovali su 1996. TE Plomin d. o. o., zajedničko mješovito društvo za završetak gradnje i eksploataciju TE Plomin 2, koju su i dovršili 1999.
Osnovu Bloka 2 čine jednocijevni protočni kotao s prisilnom cirkulacijom tipa Sulzer, kapaciteta od 670 tona/h pregrijane pare (147,4 bara i 535 ºC), s 24 plamenika u 6 ravnina, te kondenzacijska turbina, s međupregrijanjem, proizvedena u Tvornici parnih turbina – ABB Karlovac. Turbina je dvokućišna, s kombiniranim visokotlačnim i srednjotlačnim kućištem, te dvoizlaznim niskotlačnim kućištem, sa sedam nereguliranih oduzimanja. Turbogenerator proizvodnje Končar trofazni je dvopolni, hlađen vodikom, sinkroni, nazivne snage od 247 MVA, faktora snage od 0,85 i napona od 13,8 kV. Proizvedena se energija preko blok-transformatora od 13,8/240 kV predaje u 220 kV mrežu. Veza s elektroenergetskim sustavom Hrvatske ostvarena je rasklopnim postrojenjem od 220/110 kV. 
Izgrađeno je postrojenje za odsumporavanje, koje tzv. mokrim postupkom ispire dimni plin suspenzijom vapnenca radi uklanjanja SO2, SO3, HCl i HF, uz stvaranje gipsa CaSO4. Postrojenje za pročišćavanje otpadnih tehnoloških voda, s kapacitetom od 50 m3/h zajedničko je za oba bloka. TE Plomin 2 sinkronizirana je prvi put na mrežu 14. rujna 1999., a 2. prosinca 1999. svečano je puštena u rad. Komercijalna proizvodnja započela je 21. svibnja 2000. Jedina je termoelektrana na ugljen u Hrvatskoj.

### Kotlovsko postrojenje
Kotlovsko postrojenje sastoji se od generatora pare i raznih pomoćnih sustava, koji se nalaze na njemu ili oko njega, a služe za odvijanje procesa proizvodnje pare. Proizvođač postrojenja generatora pare je Đuro Đaković Holding d.d. iz Slavonskog Broda, po licenci Sulzer. Kao osnovno gorivo upotrebljava se ugljena prašina. Ugljen se s deponija doprema pomoću tračnih transportera do šest armirano-betonskih bunkera, smještenih između strojarnice i kotlovnice. Iz bunkera se ugljen kontinuirano odvodi na mlinove, gdje se melje i suši. Pomoću transportnog zraka, ugljena se prašina uvodi preko sapnica u ložište. Za potpalu i podršku loženju ugljenom, upotrebljava se ekstralako lož ulje. 
Kod izvedbe ložišta, primijenjene su posebne mjere za snižavanje emisije dušikovih oksida NOx, kojima se postižu vrijednosti NOx znatno ispod propisane granične vrijednosti. Vrući plinovi izgaranja struje prema vrhu kotla i predaju toplinu isparivačkom sustavu, sustavu pregrijača pare, ekonomajzeru i predgrijaču zraka. U daljnjem toku slijedi njihovo pročišćavanje od nesagorivih sastojaka i pepela u elektrostatskom otprašivaču, te sniženje sadržaja sumporovog dioksida, u postrojenju za odsumporavanje. Na kraju se dimni plinovi ispuštaju u atmosferu kroz dimnjak visok 340 m. 
Tlačni sustav voda-para sastoji se od isparivačkog sustava s odvajanjem vlage, ekonomajzera, pregrijača pregrijane pare i međupregrijača. S obzirom na cirkulaciju vode i pare, generator je protočni, tipa Sulzer. Karakteristika je ovog tipa da sva napojna voda, koja struji kroz napojnu glavu, ispari tijekom jednog prolaza u spiralnom isparivaču. Napojna voda se dobavlja pomoću tri napojne pumpe pogonjene asinkronim motorima snage 4 100 kW (dvije su potrebne za nazivnu snagu, dok je treća rezervna). Sirova voda, dobavljena iz lokalnog izvora Bubić jama, obrađuje se u postrojenjima kemijske pripreme vode u demi vodu. Kapaciteti proizvodnje demi vode su za TE Plomin 2 – 2 x 25 tona/h, a za TE Plomin 1 – 2 x 20 tona/h.

#### Osnovni tehnički podaci kotla
- Proizvodnja pregrijane pare:		670 tona/h
- Tlak pregrijane pare:		14,8 MPa = 147,4 bara
- Temperatura pregrijane pare:	535 ºC
- Potrošnja ugljena Hd = 24 MJ/kg	80 tona/h
- Stupanj iskorištenja generatora pare:		92,9%

### Turbinsko postrojenje
Parna turbina je kondenzacijskog tipa s dva kućišta, proizvodnje Tvornice parnih turbina ABB iz Karlovca. U jednom kućištu se nalazi visoki i srednji tlak. Niskotlačno kućište je dvostrujno s neposrednim ispuhom u kondenzator. Turbina ima sedam stupnjeva nereguliranih oduzimanja pare za zagrijavanje napojne vode i predgrijač zraka kotlovskog postrojenja. 
Pregrijana para ulazi u turbinu kroz siguronosne i regulacijske ventile i prolazi kroz skupinu visokotlačnih stupnjeva. Iz visokotlačnog dijela turbine, para odlazi u međupregrijač. Nakon dogrijavanja, para kroz odgovarajuće siguronosne i regulacijske ventile, ulazi u srednjetlačni dio turbine, gdje prolazi kroz skupinu stupnjeva srednjeg tlaka. Nakon ispuha iz srednjeg tlaka, para struji u niskotlačno dvostrujno kućište. Ispušna para ukapljuje se u površinskom kondenzatoru, a kondenzat se pomoću crpki kondenzatora vraća u toplinski ciklus. 
Kondenzator se hladi morskom vodom. Pumpna stanica rashladne morske vode nalazi se u Plominskom zaljevu i udaljena je oko 2,5 km od termoelektrane. Pumpe usisavaju vodu s dubine od 25 m, te je ubacuju u otvoreni betonski kanal, koji prirodnim padom vodi do filtarske stanice, smještene u neposrednoj blizini elektrane. Od filtarske stanice do elektrane voda teče zatvorenim cjevovodom. 

#### Osnovni tehnički podaci parne turbine
- Nazivna snaga turbine (mjereno na stezaljkama generatora): 	210 MW
- Vlastita potrošnja bloka: 	18,8 MW
- Neto stupanj iskorištenja bloka:	˃ 37%
- Tlak u kondenzatoru:	4,6 kPa
- Protok rashladne morske vode:	8,4 m3/s

### Sustav dopreme ugljena
Ugljen se u Plominski zaljev doprema brodom tipa Panamax od 70 000 tona, gdje se nalazi pristanište duljine 210 m. Iskrcavanje ugljena obavlja se pomoću zatvorenog pužnog brodoiskrcivača, koji se duž pristaništa kreće po tračnicama. Ugljen iz brodoiskrcivača dolazi na gumeni pristanišni transporter, koji ga prevozi do presipnog tornja, gdje se nalaze tračna vaga i magnetski separator. Od presipnog tornja do deponija, ugljen se prevozi pomoću tzv. „cijevnog“ transportera. Odlaganje na deponij, kao i uzimanje ugljena za daljnji prijevoz do bunkera kotlovskog postrojenja, obavlja se pomoću kombiniranog odlagača/uzimača, koji se kreće po tračnicama uzduž deponija. 

### Zaštita okoliša
Za zaštitu od štetnih utjecaja rada termoelektrane na okoliš, provedena su odgovarajuća tehnička rješenja, koja osiguravaju svođenje tih utjecaja u granice propisane zakonskim normama:
- U sustavu dopreme ugljena, pretovar se obavlja zatvorenim brodoiskrcivačem, prijevoz ugljena zatvorenim transportnim trakama, a odlaganje na deponij uz istodobno vlaženje.
- Kruti, neizgoreni ostaci goriva zbrinjavaju se bez odlaganja na tlo. Leteći pepeo koji se odvaja u elektrofiltru, šljaka iz kotla i gips iz postrojenja za odsumporavanje, odlažu se u posebne spremnike, iz kojih se predaju obližnjoj cementnoj industriji (Holcim Hrvatska)
- Pročišćavanje dimnog plina i otpadnih tehnoloških voda obavlja se u posebnim postrojenjima.
- Za praćenje utjecaja termoelektrane na onečišćenje zraka postavljeni su sustavi emisijskih mjerenja na samom ulazu u dimnjak, kao i sustavi imisijskih mjerenja, postavljenih na pet mjernih stanica, na odgovarajućim mjestima, oko elektrane. Mjerni se podaci neprestano mjere i šalju u sustave zajedničkog nadzora termoelektrane, kao i vanjskih institucija, koje su zadužene ili zainteresirane za praćenje čistoće zraka.

#### Pročišćavanje dimnog plina
Dimni plinovi se prije puštanja u atmosferu moraju pročistiti u skladu sa standardima zaštite okoliša. Iz tog razloga dimni plin prije ulaska u dimnjak prolazi kroz elektrostatski filtar i postrojenje za odsumporavanje. U elektrostatskom odvajaču čestica, plinovi se oslobađaju od nesagorivih sastojaka i pepela tako da na izlazu nemaju više od 100 mg/m3 pepela. Pri sagorijevanju ugljena od 1900 tona/dan, s udjelom od približno 13% pepela, nastaje 245 tona ukupnog pepela. Od toga se oko 90% izdvaja kao leteša prašina u elektrofiltru s efikasnošću od 99,8%, a ostalih 10% čini pepeo iz kotla (šljaka). 
U postrojenju za odsumporavanje dimni se plin čisti od prekomjernog sadržaja sumporovog dioksida SO2. Postupak odsumporavanja temelji se na mokrom postupku apsorpcije, koji upotrebljava mljeveni vapnenac. Kao konačni proizvod dobiva se gips, koji služi u cementnoj i građevinskoj industriji. Postrojenje je konstruirano tako da može pročistiti dimne plinove od 700 do 3300 mg/m3 SO2 (odnosno ugljen s 0,3 do 1,4% sumpora).
U TE Plomin 1 i TE Plomin 2 ne primjenjuje se mjere za smanjenje emisija dušikovih oksida NOx. HEP tvrdi da ulaganje u opremu za smanjenje emisija postojećih postrojenja nije ekonomski isplativo. U TE Plomin 2 treba provesti ugradnju DeNOx postrojenja u svrhu ispunjenja graničnih vrijednosti emisija dušikovih oksida. Sva termoenergetska postrojenja se moraju uskladiti s graničnim vrijednostima emisija onečišćujućih tvari u zrak do isteka prijelaznog perioda (31. prosinca 2017.). U suprotnom, nakon isteka navedenog roka, slijedi zabrana rada proizvodnih jedinica.
Tehnologija izdvajanja ugljikovog dioksida CO2 iz dimnih plinova nije još razvijena do komercijalne primjene.

#### Mjerenja ozona
Mjerenja ozona pokazuju prekoračenja dozvoljenih, a ponekad tolerantnih vrijednosti, te je kakvoća zraka na ovom području s obzirom na ozon bila II. kategorije (2003. – 2005.), odnosno III. kategorije (2006. i 2007.).
Posljednjih desetljeća ozon pri tlu nastaje fotokemijskim reakcijama u urbanoj atmosferi bogatoj dušikovim oksidima NO i NO2 (koji se najčešće kraće označavaju s NOx). NOx, koji su posebno aktivni u atmosferskom ciklusu ozona, u atmosferu dospijevaju u većim količinama kao posljedica ljudskih aktivnosti (naročito prometa). Stoga se u velikim gradovima s gustim prometom, koji obiluju Sunčevim zračenjem, a nalaze se u toplim i suhim klimama (poput npr. Rima, Tokija, Atene i Los Angelesa), javlja onečišćenje zraka poznato pod nazivom fotokemijski smog. U tako onečišćenoj atmosferi uz O3 i NOx nalaze se i organski nitrati, poput PAN-a (peroksiacetil nitrat CH3C(O)OONO2), oksidirani ugljikovodici i tzv. fotokemijski aerosol, a nad gradom se zbog velike količine aerosola može vidjeti žućkasto-smeđi oblak, koji je zbog svog čestog pojavljivanja nad Atenom dobio ime nefos (od grčke riječi νεφοσ, što znači oblak). Trajanje troposferskog ozona je otprilike 22 dana. Uglavnom se na kraju taloži na tlo, u obliku hidroksilnih (OH) spojeva ili peroksilnih radikala (HO2). Postoje snažni dokazi da povećana koncentracija ozona na tlu dovodi do smanjenih prinosa u poljoprivredi, jer ozon utječe na procese fotosinteze i usporava cjelokupan rast biljaka.
U manjim količinama ozon iritira očnu sluznicu, grlo, nos i dišne puteve, dok u velikim koncentracijama može biti smrtonosan. Ozon izaziva velike poteškoće za one bolesnike s astmom, bronhitisom i sa srčanim smetnjama. Dugo izlaganje ozonu povećava rizik smrtnosti zbog bolesti dišnih puteva. Jedna studija u SAD, na 450 000 ljudi, pokazala je snažnu povezanost između razine ozona i bolesti dišnih puteva, u trajanju od 18 godina.  Studija je zaključila da ljudi koji žive u gradovima, s visokim koncentracijama ozona, imaju 30 % povećani rizik smrtnosti od bolesti dišnih puteva. Prema Američkoj agenciji za zaštitu okoliša ili EPA (engl. United States Environmental Protection Agency), ozon s koncentracijom 0,004 % ili više, može štetno djelovati na osjetljive ljude. U Europskoj uniji propisi (Directive 2008/50/EC) dozvoljavaju najveću koncentraciju ozona od 0,006 %, ali se još ne zna kada će stupiti na snagu. Svjetska zdravstvena organizacija preporučuje najveću koncentraciju ozona od 0,0051 %.

### Obrada otpadnih tehnoloških voda
Otpadne se tehnološke vode prije obrade slijevaju u prihvatni bazen obujma 1200 m3. Posebno se pročišćavaju vode nastale odsoljavanjem kotla, odšljakivača i kaljužnih jama strojarnice, a posebno vode nastale odsumporavanjem. Dio pročišćenih voda ponovo se iskorištava u elektrani, a preostali dio se ispušta u more. Ta se voda, zagrijana za oko 8 ºC vraća natrag u potok Boljunčicu i s njim u more.

### Gorivo
Gorivo je za rad obaju blokova (Plomin 1 i Plomin 2) je uvozni kameni ugljen, ogrjevne vrijednosti od 24 do 29,3 MJ/kg, sa sadržajem sumpora od 0,3 do 1,4 %, a zamjena je za ugljen iz Raških ugljenokopa, za koji su prvotno bila projektirana oba bloka. Ugljen se nabavlja na svjetskom tržištu i dovozi brodovima tipa Panamax, nosivosti od oko 70 000 tona, do novoga pristaništa duljine 210 m, gdje se iskrcava i sustavom zatvorenih tracnih transportera doprema do otvorenoga deponija, kapaciteta 220 000 tona. Prvi brod, koji je uplovio u novo pristanište 8. listopada 1999. bio je North Prince. Za proizvodnju pare upotrebljava se sirova voda s izvora Bubić jame, koja se demineralizira, a kao rashladna voda za potrebe obaju blokova je morska voda.

## TE Plomin 3
TE Plomin 3 ili TE Plomin C-500 (HEP) se planiralo izgraditi do 2018. Zahvat je trebao podrazumijevati rekonstrukciju TE Plomin – zamjenu postojeće TE Plomin 1 u cilju modernizacije i povećanja kapaciteta. Pod svrhom poduzimanja predmetnog zahvata navodila se izgradnja dugoročno sigurnog i stabilnog izvora električne energije. Zamjenski blok TE Plomin 3 imat će snagu 500 MW na generatoru, umjesto postojećih 125 MW na generatoru. Ovom rekonstrukcijom je instalirana snaga na lokaciji umjesto današnjih 335 MW trebala biti 710 MW. Ulazak u pogon TE Plomin 3 bio je planiran po izlasku iz pogona TEP 1. Nositelj zahvata je trebala biti Hrvatska elektroprivreda d.d. (HEP d.d.).
Potrošnja električne energije u Hrvatskoj povećava se s prosječnom godišnjom stopom rasta 1,7% (2004.do 2009.), a uvoz iznosi 22-35%. Do 2020. iz pogona će izaći dio elektrana hrvatskog elektroenergetskog sustava koje su na kraju životnog vijeka, dok će neke zbog
prilagođavanja propisima Europske unije o emisijama biti potrebno staviti izvan pogona prije nego što je to planirano ili ekonomski opravdano.
TE Plomin 3 predviđen je po konceptu suvremenih termoelektrana čiste tehnologije na ugljen s ciljem da se radom bloka C (te izlazom iz rada TE Plomin 1) poboljša stanje s gledišta utjecaja na okoliš po nizu aspekata. Primjenom suvremene tehnologije superkritičnih parametara pare, termoelektrana postiže stupanj iskorištenja 45%, što je znatno više od današnjih klasičnih elektrana, koje imaju stupanj pretvorbe od 32% do 37%.
Budući da je novi blok TE Plomin 3 veće snage od TE Plomin 1, koji zamjenjuje, doći će nakon puštanja u rad bloka TE Plomin 3 do povećanja emisije ugljikovog dioksida sa sadašnjih oko dva milijuna tona godišnje (blokovi 1 i 2) na oko četiri milijuna tona godišnje (blokovi 2 i 3). Za usporedbu, da bi zadovoljila uvjete iz Protokola iz Kyota emisija stakleničkih plinova smjela bi u 2015. u Hrvatskoj iznositi oko 35 milijuna tona godišnje. U slučaju implementiranja u termoelektrani Plomin aktivnog sustava za smanjenje emisije ugljikovog dioksida, emisija će se bitno smanjiti vjerojatno na iznos manji od milijun tona godišnje.
Pretpostavlja se da će se pri 7600 sati u pogonu na snazi od 500MW koristiti 1,1 milijun tona ugljena godišnje uz 35.000 tona vapnenca za odsumporavanje. U zrak i vodu će se tijekom rada godišnje ispustiti oko 1.200 tona sumpornog dioksida, 800 tona dušičnih oksida, 300 tona ugljikovog monoksida, 100 tona čestica, 2,6 milijuna tona ugljičnog dioksida, 80 m3 tehnološke vode po satu, 40 m3 sanitarnih otpadnih voda na dan, 12,700 tona šljake, 114.000 tona pepela i 62 000 tona gipsa uz 2.500 tona krutog ostatka godišnje. Prema istraživačkim studijama, iako je novi blok TE Plomin 3 četiri puta veći od starog bloka iz dimnjaka će ispuštati za upola manje dušičnih oksida, dvije trećine manje sumpornog dioksida te 20-ak posto manje čestica što ga čini ekološki prihvatljivijim.
Pa ipak, od svih tih planova ni do 2020. nije bilo ništa. Kako se moglo čitati u Novome listu od 9. rujna 2019. godine, "Hrvatska elektroprivreda ima značajne planove s obnovom i daljim korištenjem termoelektrane u Plominu. Umjesto izgradnje trećeg bloka elektrane na ugljen, takozvanog Plomina C koji je na čekanju i zbog protivljenja Europske komisije, razmišlja se o obnovi najstarijeg dijela pogona, Plomina 1 koji je nedavno stradao u požaru. Zanimljivo je da će o rekonstrukciji i poslovanju TE Plomin brinuti bivši predsjednik HDZ-a Istre Marino Roce, koji je na mjesto predsjednika imenovan početkom srpnja. Javnost je upoznata s podatkom da je još 1. siječnja 2018. TE Plomin I trebala prestati s radom, ali HEP je u veljači 2019. godine ishodovao dozvolu Ministarstva okoliša i energetike za nastavak rada. U HEP-u ističu da su dobili Rješenje o okolišnoj dozvoli kojim su propisani uvjeti zaštite okoliša koje mora zadovoljiti modernizirana elektrana TE Plomin 1".

### Osnovni tehnički podaci kotla
- Tlak pregrijane pare:		300 bara
- Temperatura pregrijane pare:	600 ºC
- Potrošnja ugljena Hd = 26,3 MJ/kg;	39,7 kg/s
- Proizvodnja električne energije na pragu elektrane pri 7600 sati pogona:  3608 GWh/god

### Glavni i pomoćni objekti
Kao mikrolokacija glavnih i pomoćnih objekata TE Plomin 3 odabrana je sjeverna polovica današnjeg odlagališta ugljena. Glavni pogonski objekti TE Plomin 3 su: kotao superkritičnog stanja pregrijane pare (300 bar, 600 °C) s jednim međupregrijanjem, jedna visokotlačan (VT) i jedna niskotlačna turbina (ST), jedan sinkroni generator, te dvije dvostrujne niskotlačne turbine (NT) i 7 regenerativnih zagrijača. Vlastita potrošnja TE Plomin 3 procijenjena je na 25 MWe. Neto snaga bloka (snaga na pragu elektrane) iznosi 475 MWe što uz 1044 MJ/s topline unesene gorivom daje neto stupanj iskorištenja od 45%.

### Zaštita okoliša
Za zaštitu od štetnih utjecaja rada termoelektrane TE Plomin 3 na okoliš, planiraju se odgovarajuća tehnička rješenja, koja osiguravaju svođenje tih utjecaja u granice propisane zakonskim normama. 

#### Smanjenje emisije dušičnih oksida NOx
Odabrane su primarne mjere u ložištu: gorači s niskim NOx i stupnjevito dovođenje zraka kojima se postiže redukcija emisije NOx do 400 mg/Nm3, te selektivna katalitička redukcija ili SKR. SKR sustav imat će stupanj izdvajanja NOx 80%, a reagens je amonijak. Zbog sigurnosnih razloga izabrana je varijanta njegovog dobivanja procesom hidrolize vodene otopine uree. Polazna tvar bit će urea u krutom stanju koja će se dopremati cisternama i direktno otapati u spremniku za otapanje do 32%-tne vodene otopine. Alternativa ovakvom rješenju je sustav s amonijačnom vodom kao reagensom, koji se planira ugraditi i u TE Plomin 2.

#### Smanjenje emisija čestica
Između dvaju alternativnih rješenja: vrećastih filtara i elektrofiltara, za uklanjanje čestica iz dimnih plinova TEP C (TE Plomin 3) izabran je elektrofiltar. U kombinaciji s pojačanim sprejem u postrojenju za odsumporavanje, elektrofiltri postižu emisije čestica koje su na dovoljno niskim razinama, jednostavniji su za održavanje i preporučeni NRT-om. Ukupni stupanj odvajanja čestica elektrofiltra s odvajanjem čestica u postrojenju za odsumporavanjem bit će veći od 99,9%.

#### Smanjenje emisija sumporovog dioksida SO2
Odabran je mokri postupak odsumporavanja dimnih plinova s vodenom suspenzijom vapnenca, tehnološki istovjetan sustavu, kakav ima TE Plomin 2. Ovo tehnološko rješenje karakterizira visoka pouzdanost pogona, te visoki stupanj izdvajanja SO2 za različite uvjete
pogona i karakteristike ugljena. To je danas najzastupljenija tehnologija odsumporavanja na termoelektranama. Konačni produkt je gips koji se koristi u građevinarstvu, pa je količina otpada za odlaganje relativno mala. U apsorberu postrojenja za odsumporavanje dolazi također i do ispiranja sitnih čestica, teških metala, HCl-a, HF-a i drugih spojeva. Proces se zasniva na reakcijama SO2 iz dimnih plinova s vapnencem, CaCO3 iz suspenzije uz djelovanje kisika iz zraka pri čemu nastaje CaSO4 (gips). Stupanj odsumporavanja FGD postrojenja TE Plomin 3 će biti ≥ 95%.

#### Silosi ugljena
Za potrebe TE Plomin 2 i TE Plomin 3, predviđena je zamjena otvorenog odlagališta zatvorenim spremištem, silosima za ugljen. Predviđena su četiri silosa, svaki kapaciteta do 100 000 tona.

#### Sustav rashladne vode
Analizom mogućih rješenja za rashladni sustav TE Plomin 3 promatrano je niz različitih varijanti, s gledišta točke usisa, točke ispusta, načina polaganja, trase cjevovoda, tehničke izvedbe cjevovoda i polaznih projektnih parametara. Analize su pokazale da rashladni sustav u izvedbi s dovodnim otvorenim kanalom i ispustom u Čepić kanal nije povoljno rješenje za TE Plomin 3 jer bi uzrokovalo preveliko zagrijavanje mora u unutrašnjem dijelu Plominskog zaljeva. Nepovoljna konfiguracija terena (nagib JZ strane Plominskog zaljeva 60-65°) čini nadzemno polaganje dovodnog i odvodnog cjevovoda rashladne morske vode skupim i manje prihvatljivim rješenjem za okoliš, a polaganje cijevi po dnu plitkog, muljevitog Plominskog zaljeva je tehnički složeno i također problematično s aspekta zaštite okoliša.
Stoga će se nova pumpna stanica smjestiti uz postojeću, a rashladna morska voda će se dovoditi i odvoditi kroz novoizgrađeni tunel unutar brda Osoj. S obzirom na mjesto ispusta rashladne morske vode, razmatrano je također nekoliko mogućnosti te je kao optimalna odabrana varijanta s ispustom kod pumpne stanice. Zahvat rashladne morske vode će biti na dubini 35-45 metara. Ispust rashladne vode u more izvest će se s istočne strane postojeće pumpne stanice, kao pripovršinski s brzinom ispuštene rashladne vode koja omogućava što brže miješanje.

#### Sustav obrade otpadnih voda
Za odvodnju i obradu otpadnih voda TE Plomin 3 predviđen je zatvoreni, razdjelni sustav lociran južno od glavnih pogonskih objekata. Za tehnološke otpadne vode predviđeni su fizikalnokemijski postupci obrade pri čemu nastaje mulj, koji se zbrinjava prema propisima za zbrinjavanje otpada. Uvjetno onečišćene oborinske vode tretirat će se preko taložnika i uljnog separatora na mjestima potencijalnog nastanka onečišćenja. Sanitarne otpadne vode TE Plomin 3 tretirat će se na zasebnom uređaju u 2 stupnja. Prvi stupanj obuhvaća fizikalno-kemijsku obradu, dok drugi biološku obradu (aeracija, aerobna stabilizacija aktivnog mulja uz mogućnost povrata mulja u biološki predstupanj i glavni stupanj).

#### Prostor za izdvajanje ugljikovog dioksida CO2
Tehnologija izdvajanja ugljikovog dioksida iz dimnih plinova nije još razvijena do komercijalne primjene. 

#### Specifični pokazatelji javnog zdravlja
Procjena utjecaja čimbenika okoliša na zdravlje vrlo je složen proces. U velikoj većini slučajeva ne može se pojednostavljeno reći da je dugotrajna izloženost nekom od čimbenika rizika iz okoliša direktno povezana s povećanjem broja oboljelih i/ili smrtnošću od neke specifične bolesti. Nadalje, većina kroničnih nezaraznih bolesti je multifaktorijalne etiologije. Svjetska zdravstvena organizacija procjenjuje da onečišćenja zraka u Hrvatskoj sudjeluje s udjelom od svega 0,6% među deset vodećih rizičnih čimbenika povezanih s ukupnom smrtnošću ('The European Health Report 2005').
Primarijus dr. sc. Lucijan Mohorović iz Labina, po struci porodničar-ginekolog, predstavio je rad koji obrazlaže pojavu visokog krvnog tlaka u trudnica i hipertenziju u istih osoba deset godina nakon poroda. Tu je povezanost pripisao dugotrajnom utjecaju štetnih, otrovnih čimbenika iz okoliša. Podloga je bilo njegovo epidemiološko istraživanje na 204 trudnice, provedeno od 1975. do 1985. u Labinu. Poznat je kao znanstvenik koji je, u mnogim studijama obrađivao utjecaj okoliša na zdravlje ljudi: dokazao je, kako ističe, da izgaranje ugljena, ali i ostalih fosilnih goriva utječe na trudnice i njihovu djecu.
Kod majki se pod utjecajem oksidanata iz sagorijevanja fosilnih goriva i drugih eksogenih oksidanata razvija patološki oblik hemoglobina, methemoglobin, koji nema sposobnost vezivanja udahnutog kisika za trovalentno (Fe III) željezo, pa djeluje nepovoljno na razvoj fetusa. Dokazao sam i da je u vrijeme rada termoelektrane porastao patološki oblik hemoglobina. Novorođenčad trudnica koje su imale povećanu vrijednost takvog methemoglobina imala su znatno više žutica pri porodu. Pokazalo se da su djeca majki koje su imale povišene vrijednosti methemoglobina tijekom trudnoće imala u tom razdoblju, do 18. godine, značajno više šumova na srcu i smetnji govora (dislalije), kao i disfunkcija u učenju i pamćenju u odnosu na kontrolnu grupu.

## Vanjske poveznice
- TE Plomin  Arhivirana inačica izvorne stranice od 10. kolovoza 2009. (Wayback Machine)
- Pogled s dimnjaka TE Plomin 2